# 9639 Scherer
A 9639 Scherer (ideiglenes jelöléssel 1994 PS11) a Naprendszer kisbolygóövében található aszteroida. Eric Walter Elst fedezte fel 1994. augusztus 10-én.